# رايلي واتسون
رايلي واتسون (28 مارس 1859 - 18 أكتوبر 1915) (بالإنجليزية: Riley Watson)‏ هو لاعب كريكت بريطاني.

## وصلات خارجية
- رايلي واتسون على موقع إي آس بي آن كريك إنفو (الإنجليزية)